# Televisión de Castellón
Televisión de Castelló (también TV Castelló o TVCS) es una cadena de televisión local de España, que emite en la capital y en buena parte de la provincia de Castelló. Actualmente la este canal de televisión se llama Televisió de Castelló.
Fue creada sobre la década de los 90 por Vicente Miralles Troncho (conocido popularmente como "Troncho"), que era su director hasta su fallecimiento en el año 2005, cuando pasó a manos de su hija Sonia Miralles Sales, que dirigía y presentaba uno de los principales programas de la cadena, Hilo Directo.
En su día estuvo asociada a la programación nacional de Punto TV-Vocento.

## Programación
Su principal programa era Hilo directo, donde los ciudadanos de Castellón y provincia llamaban y realizaban quejas, objeciones o simplemente daban su opinión sobre algún tema de actualidad tanto a nivel local como nacional. Estaba presentado por la exdirectora del canal Sonia Miralles.
El resto de la programación se basaba principalmente en acontecimientos locales, tales como fiestas, deportes, tertulia política, o reportajes de carácter medioambiental.
Durante las Fiestas de la Magdalena, la cadena retransmite, tanto en directo como en diferido, los principales actos de las fiestas, tales como los pregones, corridas de toros, así como la ofrenda de flores a la Virgen del Lidón el último sábado de fiestas. Este contenido será, posteriormente repetido varias veces durante las siguientes semanas en Fiestas de la Magdalena. Recuerdos.
Desde finales de 2008, la cadena producía sus propios informativos de carácter local, con una edición de lunes a viernes por la noche, reponiéndose de madrugada,en la mañana y en el mediodía del día siguiente.
Durante la noche emite concursos de llamadas, o call tv, programas de tarot y videncia, así como teletienda.
En 2015, nació la Nova Televisió de Castelló, fruto de la unión del diario Mediterráneo (Grupo Zeta) y TVCS (Grupo Marina d'Or). Con los últimos medios de emisión digital, incorpora cámaras HD y nuevos equipos móviles para estar muy cerca de la sociedad castellonense, desde sus inicios, la Nova Televisió de Castelló, obtuvo un índice de audiencia convirtiéndose en líder en la provincia como televisión local.
Hasta el 26 de agosto de 2019 la dirección corría a cargo de Javier Ruiz Garcia, Televisió de Castelló Mediterráneo contaba con una gran variedad de programas: Sense Hipòtesi, Les Coses Clares, I Tú De Qui Eres?, Cullera i Forqueta, La Tribuna del CD Castellón, La Tribuna del Villarreal CF, Cantera Grogueta, Villarreal CF TV, Plaça Major, Bou Per La Vila, Festa Plena y las presentaciones de Gaiatas, El Altavoz de Vía Pública y La Veu de Castelló. También ofrecía directos de retransmisiones deportivas, musicales y culturales. 
Por otro lado, emitía un informativo (Informatiu ESAP) que recogía las noticias más importantes de las tres provincias que se emite de manera simultánea al mediodía a las 14:30 horas y por la noche a las 20:45 horas con una duración de 15 minutos y un especial semanal los fines de semana de 30 minutos, en colaboración con las televisiones locales de València (7Televalencia TV y ComarcalTV), Alicante (tvA y Alacantí TV) y Castellón (Nord Televisió e InfoNord). De esta manera, cubre el 90% de la geografía de toda la Comunitat Valenciana.
En la actualidad la familia Adell vinculados en otros medios de comunicación, son los propietarios de la cadena tras la compra a mediados de 2019 al grupo Marina d'Or y Mediterráneo (Grupo Zeta ahora prensa Ibérica).

## Programación en la actualidad
De su programación en directo, destaca el magacín "o24" que se emite de lunes a viernes (10 a 14 h) y el programa de temática taurina "En Puntes" con Manolo Arnau (miércoles a las 21 h).
Otros programas en prime time son: "La tribuna" (lunes), "Converses Live from…" (martes), "La barberia albinegra" (jueves) y "La pelu de Juan Miguel" (viernes).
Durante la madrugada se emiten diferentes reportajes de Bous al carrer y sesiones de DJ's.